# Boina, Caraș-Severin
Boina este un sat în comuna Dalboșeț din județul Caraș-Severin, Banat, România.